# Morgan Squire
Morgan Squire was een Brits warenhuis gevestigd op verschillende locaties in de stad Leicester. Het bedrijf werd in 1846 opgericht als een manufacturenwinkel voordat het eigendom werd van House of Fraser en uiteindelijk in de jaren 1970 werd omgedoopt tot Rackhams.

## Geschiedenis
In 1813 rekruteerde Henry Morgan, een manufacturier uit Syston, aan de rand van Leicester, een jonge leerling genaamd William Squire uit Heckington in Lincolnshire. In 1846 gingen Morgan en Squire een partnerschap aan en Morgan Squire & Co werd opgericht.
De hoofdwinkel bevond zich op de hoek van Hotel Street en Millstone Lane en verkocht een mix van luxe kleding en meubels, net als stadsrivalen Adderlys en Joseph Johnson. Het bedrijf bleef in de familie Squire, waarbij Williams-zoon Samuel het overnam. Zijn zoon Alfred Morgan Squire nam uiteindelijk het bedrijf over voordat hij vervroegd met pensioen ging en het in 1928 verkocht aan Standard Industrial Trust, een industrieel conglomeraat dat in hetzelfde jaar ook Cavendish House had gekocht, het oudste warenhuis van Cheltenham.
In 1961 nam Swears & Wells Ltd, een in Londen gevestigd bedrijf dat gespecialiseerd was in de ontwikkeling en verkoop van winkelruimte, een meerderheidsbelang in zowel Cavendish House Co Ltd als Morgan Squire Ltd over. Een jaar later nam de in Bournemouth gevestigde winkelketen J J Allen de controle over en voegde het toe aan hun andere drie warenhuizen.
In 1970 werd J J Allen zelf gekocht door House of Fraser, en in 1971 werden de winkels van JJ Allen gesplitst, waarbij Dingles de warenhuizen in West Country verwierf, terwijl Morgan Squire werd ondergebracht bij de Harrods-groep en werd omgedoopt tot Rackhams, een van de warenhuismerken binnen Harrods-groep.